# Menolapikarell
Menolapikarell (Spicara smaris) är en fiskart som först beskrevs av Carl von Linné 1758.  Menolapikarell ingår i släktet Spicara och familjen Centracanthidae. Inga underarter finns listade i Catalogue of Life.